# Oithona fragilis
Oithona fragilis är en kräftdjursart som beskrevs av Nishida 1979. Oithona fragilis ingår i släktet Oithona och familjen Oithonidae. Inga underarter finns listade i Catalogue of Life.